# Adrien Deghelt
Adrien Deghelt (* 10. května 1985, Namur) je belgický atlet, jehož specializací jsou krátké překážkové běhy.
Jeho největším dosavadním úspěchem je bronzová medaile, kterou vybojoval v roce 2011 na halovém ME v Paříži v běhu na 60 metrů překážek. Ve finále zaběhl trať v novém osobním rekordu 7,57 s.
V roce 2007 na evropském šampionátu do 22 let v Debrecínu získal stříbrnou medaili v běhu na 110 metrů překážek. V témže roce na MS v atletice v japonské Ósace doběhl v prvním semifinálovém běhu na 7. místě a do finále nepostoupil. Před branami finále zůstal rovněž na halovém MS 2008 ve Valencii, na světovém šampionátu v Berlíně i na halovém MS 2010 v katarském Dauhá.